# Cantonul Labruguière
Cantonul Labruguière este un canton din arondismentul Castres, departamentul Tarn, regiunea Midi-Pyrénées, Franța.

## Comune
- Escoussens
- Labruguière (reședință)
- Lagarrigue
- Noailhac
- Saint-Affrique-les-Montagnes
- Valdurenque
- Viviers-lès-Montagnes